# Antarctosaurus
Az Antarctosaurus (nevének jelentése 'déli gyík') a titanosaurus sauropoda dinoszauruszok egyik neme, amely a késő kréta korban élt a mai Dél-Amerika területén. Típusfaja az A. wichmannianus leírását 1929-ben a német őslénykutató, Friedrich von Huene készítette el, aki ugyanebben az évben egy másik fajt is leírt. Később három további Antarctosaurus fajt is elneveztek, az újabb keletű tanulmányok azonban azt jelzik, hogy ez utóbbiak egyike sem tartozik az Antarctosaurushoz.
Az Antarctosaurus még dinoszauruszhoz mérten is igen nagy volt. A tudósok azonban még sok mindent nem tudnak róla, mivel a teljes csontváza nem került elő.

## Anatómia

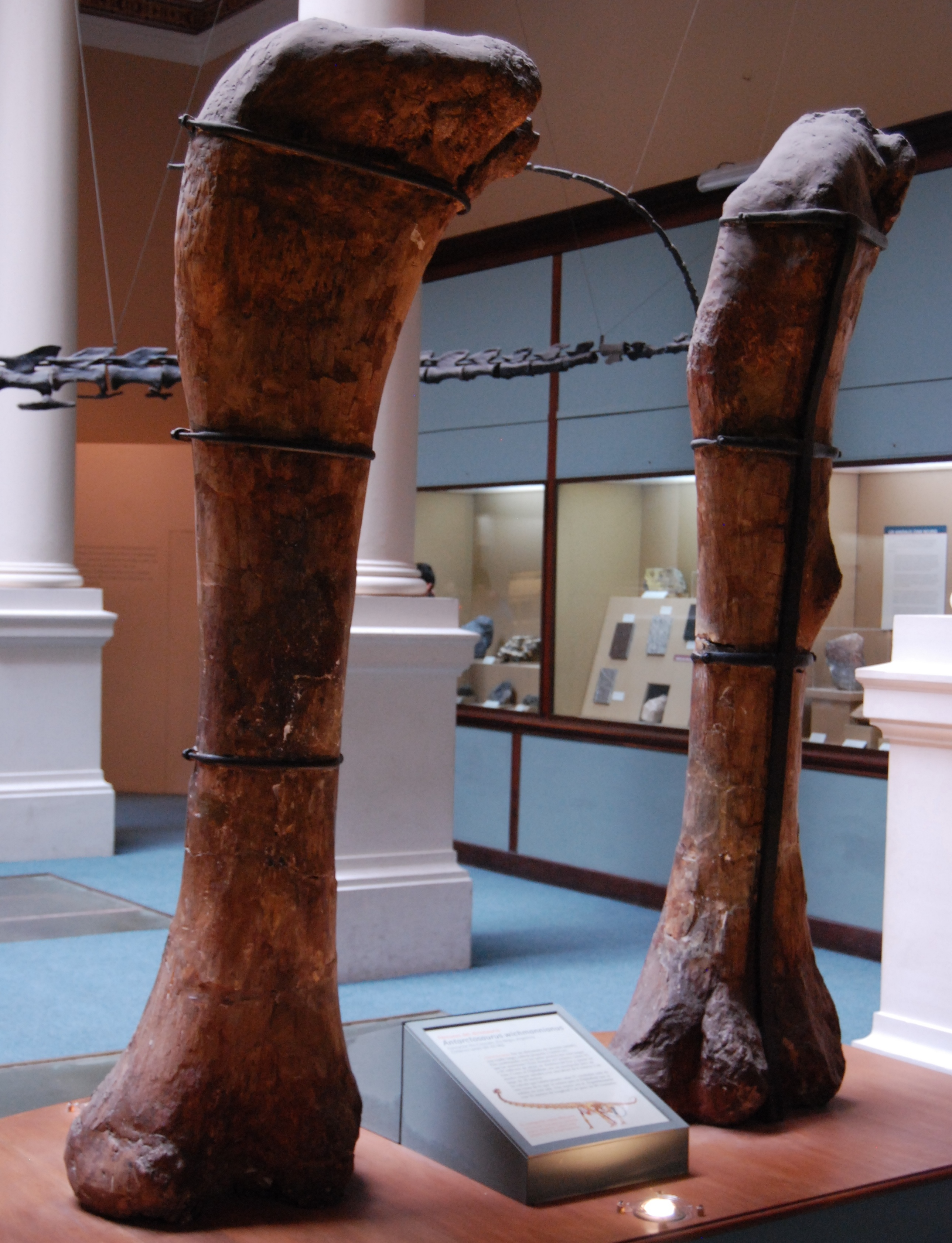
Az Antarctosaurus wichmannianus combcsontja

Az Antarctosaurus hatalmas négy lábon járó, hosszú nyakú és farkú növényevő volt. Lehetséges, hogy páncélzattal is rendelkezett. Mivel az Antarctosaurus teljes csontváza nem ismert, és a farok hossza nagyon változó a sauropodák között, az állat tényleges hosszára nehéz következtetni. A típusfaj hossza feltehetően meghaladta a 18 métert, a második faj pedig talán az egyik legnagyobb szárazföldi állat volt. Az Antarctosaurus vállmagassága körülbelül 4,57 méter lehetett.

## Etimológia
A maradványairól nyomtatásban először 1916-ban számoltak be, de teljes leírására és elnevezésére csak 1929-ben került sor a német őslénykutató Friedrich von Huene egyik kéziratában. Az Antarctosaurus név nem Antarktiszra utal, mivel először Argentínában találtak rá, bár ugyanúgy az észak ellentétét jelentő ógörög ἀντί / anti- ('szemben') és ἄρκtος / arktosz ('észak'), valamint a σαυρος / szaürosz ('gyík') szavak összetételéből származik. A nem neve az állat hüllő természetére és a déli kontinensen elfoglalt földrajzi helyére utal.

## Fajok
Az Antarctosaurushoz több fajt kapcsoltak az évek során, a legtöbb esetben valószínűleg tévesen.

### Antarctosaurus wichmannianus
Ez a nem 1912-ben megtalált típusfaja, melyet felfedezője, a német származású argentin geológus, Ricardo Wichmann után neveztek el 1929-ben.
Von Huene az A. wichmannianus nevet adta azon csontok számára, amelyekről ma úgy tartják, hogy a kora campaniai alkorszakban, mintegy 83–80 millió évvel ezelőtt keletkezett Analecto-formációból, az argentin Río Negro tartományból származnak. Több koponyatöredékről, köztük egy agykoponyáról és egy állkapocsról is leírás készült. Az ehhez a dinoszauruszhoz kapcsolt egyéb csontok közé tartoznak a nyak és a farok csigolyái, a bordák és több lábcsont. Egy több mint 1,85 méter magas combcsont alapján az állat tömegét körülbelül 34 tonnára becsülték.
E csontok nagyrészt nem kapcsolódtak egymáshoz, mivel szétszóródtak a formációban. Emiatt sok tudós úgy véli, hogy talán nem mindegyik tartozik ugyanahhoz a fajhoz. Ez különösen igaz az igen szögletes, alacsony állcsontra, melyről gyakran azt állítják, hogy egy Nigersaurushoz hasonló rebbachisaurida része. Azonban a Bonitasaura állcsontja hasonló alakú, és egyértelműen egy titanosaurus csontváz maradványához kapcsolódik, azt jelezve, hogy az alacsony állcsont talán mégis az Antarctosaurus wichmannianusé. A koponya hátulját és a csontvázmaradványt rendszerint titanosaurusnak tartják, bár nem feltétlenül tartoznak ugyanahhoz az állathoz. Az A. wichmannianust (az állkapcsot leszámítva) lithostrotiának tekintik, egy olyan csoport tagjának, amibe páncélozott titanosaurusok tartoznak, bár bőrcsontok nem kapcsolódtak a maradványokhoz. Egyesek azonban úgy vélik, hogy a faj egy feltételezett nemegtosaurida titanosaurus.

### Antarctosaurus giganteus
A második Antarctosaurus fajt, az A. giganteust von Huene nevezte el 1929-ben, az állat hatalmas méretére utalva. Nagyon kevés ismeret áll rendelkezésre erről a fajról, melyet egyesek nomen dubiumnak tartanak. E csontok közül a legismertebb egy óriási combcsont, az egyik legnagyobb, ami a sauropodák között ismertté vált. A hossza körülbelül 2,35 méter. Az egyik tanulmányban szereplő, a csont mérete alapján végzett becslés szerint az állat tömege körülbelül 69 tonna lehetett, ami nem sokkal marad el az óriás, közel 73 tonnás Argentinosaurusétól, amely minden idők legnehezebb szárazföldi állata lehetett.
A csont az argentínai Neuquén tartományból, a késő kréta korban, a késő coniaci alkorszakban, mintegy 87–85 millió évvel ezelőtt keletkezett Plottier-formációból származik. A Plottier a későbbi Anacleto-hoz hasonlóan a Neuquén-csoport tagja.
A fajról rendelkezésre álló kevés ismeret, és az A. wichmannianushoz kapcsolt zavaros leletanyag miatt az A. giganteus jelenleg nem kapcsolható biztosan az Antarctosaurus nemhez.

### „Antarctosaurus” septentrionalis
1933-ban, von Huene és Charles Matley leírást készített egy újabb, Indiából származó fajról. Ez a faj fontos anatómiai információt őrzött meg, de jelenleg már nem az Antarctosaurushoz tartozik. 1994-ben a Jainosaurus nembe helyezték át.

### „Antarctosaurus” jaxartensis
Ez a faj egyetlen kazahsztáni combcsonton alapul, melyet a szovjet őslénykutató, Anatolij Rjabinyin sorolt be ebbe a nembe, 1939-ben. Jelenleg nomen dubiumnak tartják, de az majdnem biztos, hogy nem a dél-amerikai Antarctosaurus egyik faja.

### „Antarctosaurus” brasiliensis
E dinoszaurusz maradványairól, köztük két töredékes lábcsontról és egy részleges csigolyáról, melyek a brazíliai Bauru-formációból váltak ismertté Arid és Vizzotto készített leírást 1971-ben. Ez a faj szintén nomen dubiumnak számít.

## Fordítás
- Ez a szócikk részben vagy egészben a Antarctosaurus című angol Wikipédia-szócikk ezen változatának fordításán alapul.  Az eredeti cikk szerkesztőit annak laptörténete sorolja fel. Ez a jelzés csupán a megfogalmazás eredetét és a szerzői jogokat jelzi, nem szolgál a cikkben szereplő információk forrásmegjelöléseként.